# Ust´-Orot
Ust´-Orot (ros. Усть-Орот) – wieś (ułus) w Rosji, w Buriacji, w rejonie kiżyngińskim. W 2010 liczyła 622 mieszkańców.

## Urodzeni
- Gunsyn Cydenowa – radziecka buriacka działaczka państwowa.